# Wenzel II. (Böhmen, Herzog)
Wenzel II. (* 1137; † um 1192; tschechisch Václav II.) herrschte von 1191 bis 1192 als Herzog von Böhmen.
1174 wurde er Herzog von Brünn und 1176–1179 war er Herzog von Olmütz. Nach seiner Niederlage in einer Schlacht gegen Konrad III. Otto von Znaim zog er sich für mehrere Jahre an den ungarischen Hof zurück. 
Nach dem Tod von Konrad III. Otto, der 1191 auf dem Feldzug nach der Krönung des Kaisers Heinrich VI. bei der Belagerung Neapels an Pest starb, übernahm der Bruder des Soběslav II., Wenzel II., als der älteste der Přemysliden die Macht. Seine Herrschaft dauerte jedoch nur drei Monate.
Er ist nicht zu verwechseln mit dem König Wenzel II. von Böhmen.